# Downside Abbey

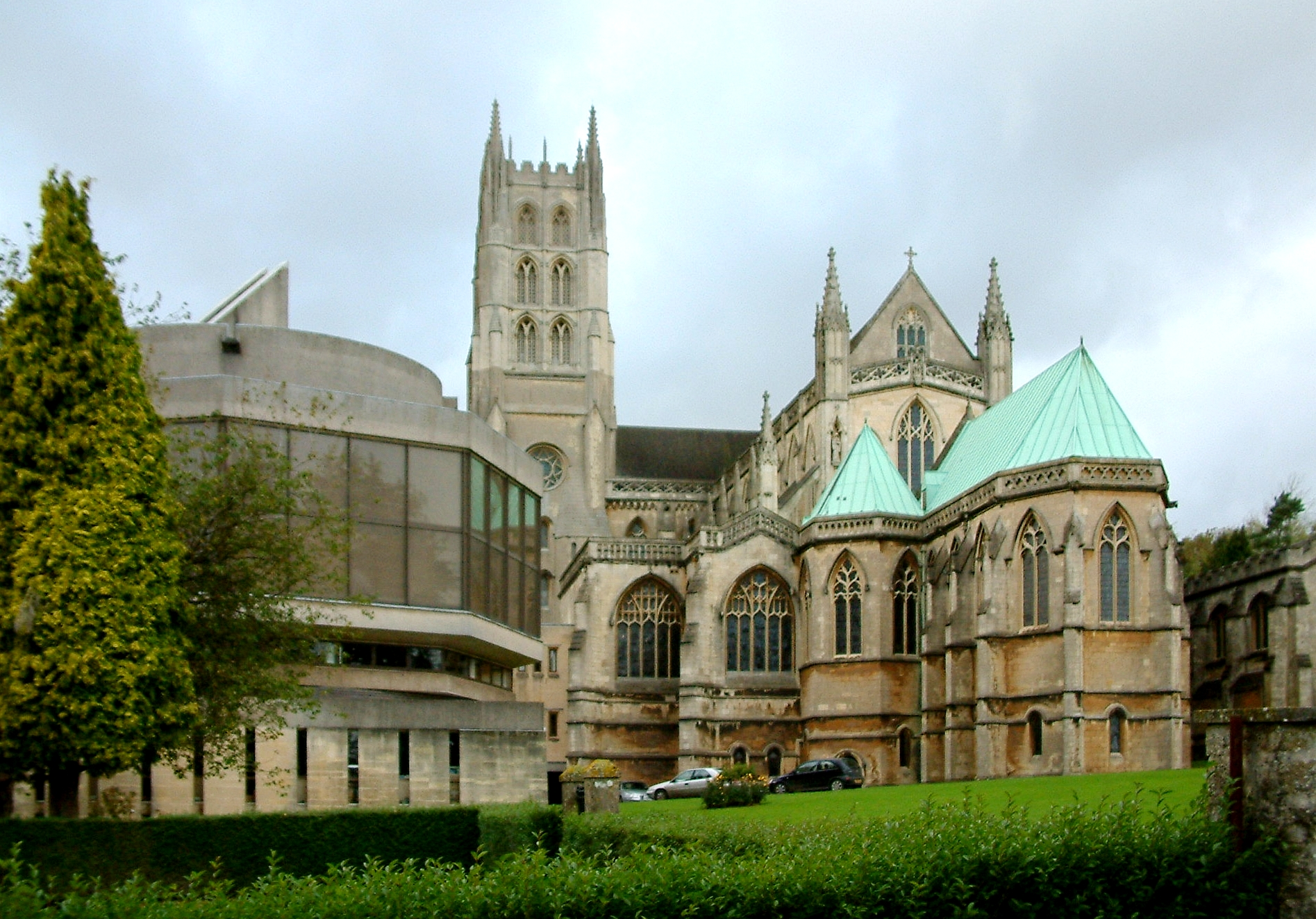
Downside Abbey, Abteikirche und moderne Bibliothek von Osten

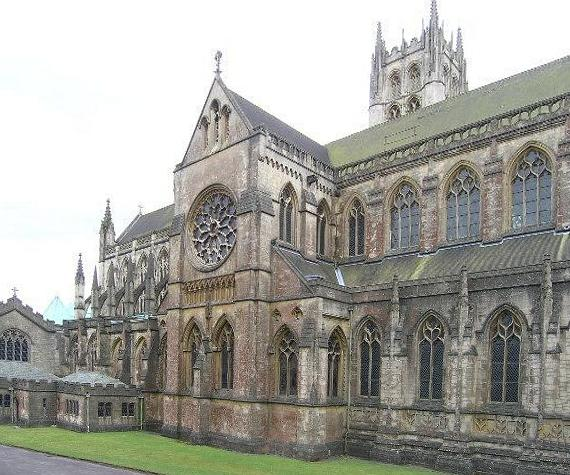
Nordseite

Downside Abbey ist eine Benediktinerabtei in Stratton-on-the-Fosse im Bezirk Mendip der südwestenglischen Grafschaft Somerset. Zur Abtei gehört eine Internatsschule (Downside School). Sir Nikolaus Pevsner beschreibt die Abtei als das „schönste und beeindruckendste Beispiel der römisch-katholischen Renaissance in England.“

## Geschichte
Die Geschichte der Abtei reicht in das elisabethanische Zeitalter zurück, als der Katholizismus in England als hochverräterisch galt  und blutig verfolgt wurde. Eine Anzahl junger Engländer und Waliser, die in Spanien Benediktiner geworden waren, konnten 1606 in Douai in den Spanischen Niederlanden eine Niederlassung gründen. Sie wählten Papst Gregor den Großen als Patron, der im Jahr 597 den heiligen Augustinus als Glaubensboten nach England gesandt hatte.
Die Gemeinschaft wuchs, gründete eine Schule für katholische Engländer und entsandte Missionare in die Heimat. Sechs von ihnen starben als Märtyrer.
Die Revolution in Frankreich, zu dem Douai seit 1672 gehörte, hatte die Plünderung und Aufhebung des Klosters zur Folge. Gleichzeitig lockerte sich in England die Katholikenrepression. 1794 überquerten die Mönche den Ärmelkanal und fanden zunächst in Acton Burnell (Shropshire) Zuflucht. 1814 ließen sie sich in Downside nieder. Auch der Schulbetrieb wurde wieder aufgenommen. Die heutigen repräsentativen Gebäude entstanden ab 1870. Sie umfassen außer Kirche, Konvent und Schule auch ein Gästehaus.
Ende August 2020 teilte die nur noch acht Mönche zählende Gemeinschaft mit, dass sie Downside verlassen werde, da die Abtei für die kleine Schar zu groß sei. Die Mönche werden entweder ein anderes, kleineres Kloster beziehen oder sich einem anderen Konvent anschließen.

## Abteikirche
Die Abteikirche St. Gregor der Große (St. Gregory the Great) wurde in mehreren Bauabschnitten zwischen 1872 und 1938 errichtet, wobei der Gesamtplan unvollendet blieb. Dennoch ist sie die größte neugotische Kirche im Vereinigten Königreich. Sir Nikolaus Pevsner nannte die Abtei das „schönste und beeindruckendste Beispiel der römisch-katholischen Wiedergeburt in England.“
1935 verlieh ihr Papst Pius XI. den Rang einer Basilica minor. Seit 1986 ist sie als Grade-I-Bauwerk gelistet.

### Äbte und Prioren
- 1805–1819 John Bede Polding, später Erzbischof
- 1878–1885 Prior Francis Aidan Gasquet, später Kardinal
- 1894–1906 Prior/Abt Edmund Ford
- 1906–1922 Abt Cuthbert Butler
- 1922–1929 Abt Leander Ramsay
- 1929–1933 Abt John Chapman
- 1933–1938 Abt Bruno Hicks
- 1938–1946 Abt Sigebert Trafford
- 1946–1966 Abt Christopher Butler, später Bischof
- 1966–1974 Abt Wilfrid Passmore
- 1974–1990 Abt John Roberts
- 1990–1998 Abt Charles Fitzgerald-Lombard
- 1998–2006 Abt Richard Yeo
- 2006–2014 Abt Aidan Bellenger
- 2014–2018 Prior Leo Maidlow Davis
- 2018–2020 Prior Nicholas Wetz
- 2020–0000 Abt Nicholas Wetz

### Architektur
Obwohl die Basilika von verschiedenen Architekten in mehreren Abschnitten mit großen zeitlichen Abständen gebaut wurde, weist sie eine erstaunliche stilistische Geschlossenheit auf. 1882 wurden unter der Leitung von Archibald Matthias Dunn und Edward Joseph Hansom Querhaus und Vierung fertiggestellt. Bis 1905 folgte der Chor nach Plänen von Thomas Garner. Schon zuvor waren östlich davon die Marienkapelle und die Sakramentskapelle entstanden. Bis 1925 errichtete Giles Gilbert Scott das Langhaus. 1938 schließlich war der 55 m hohe quadratische Turm auf der Südseite vollendet.

### Ausstattung
Zu den kostbarsten Schätzen der Kirche gehört der Reliquienschrein des heiligen Oliver Plunkett, durch den Downside auch mit der Klosterkirche von Lamspringe in Niedersachsen verbunden ist. Auch die übrige historistische Ausstattung mit Buntglasfenstern, Altären und Statuen ist von hoher Qualität und entstand über Jahrzehnte durch die Großzügigkeit vermögender Spender.

#### Orgel

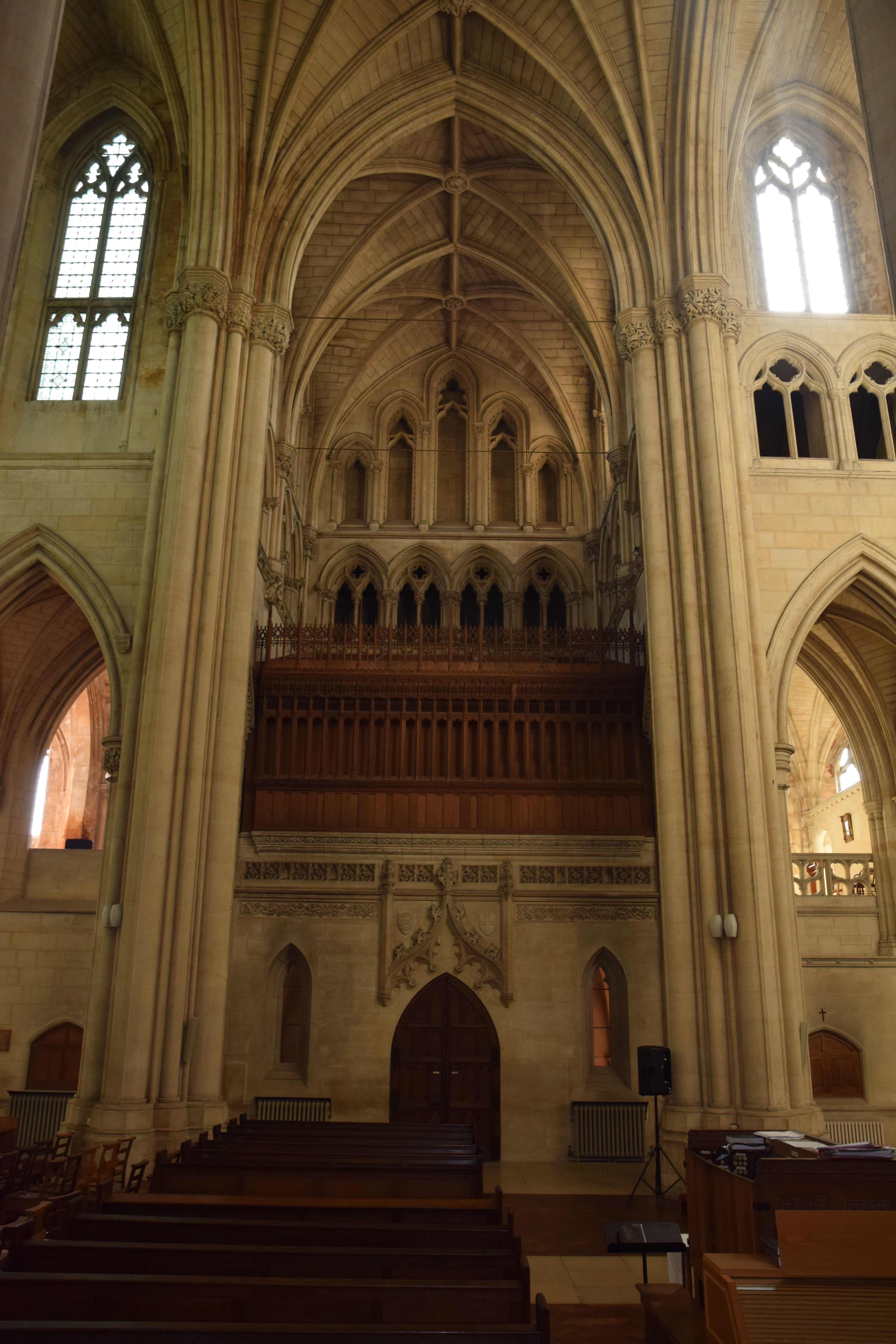
Gehäuse der Compton-Orgel im Querhaus

Die Orgel wurde 1931 von dem Orgelbauer John Compton erbaut. Das Instrument verfügt über 142 klingende Register, die mittels Multiplexverfahren aus 38 "echten" Registern extendiert werden, sowie über vier Manuale und Pedal. Das hölzerne Orgelgehäuse ohne Prospektpfeifen wurde von dem Designer Giles Gilbert Scott entworfen.
| I Choir C–c4         |        |
| Double Dulciana      | 16′    |
| Lieblich Bordun      | 16′    |
| Open Diapason        | 8′     |
| Melodic Diapason     | 8′     |
| Gemshorn             | 8′     |
| Flauto Traverso      | 8′     |
| Gedeckt              | 8′     |
| Dulciana             | 8′     |
| Vox Angelica         | 8′     |
| Salicional           | 8′     |
| Voix Celestes        | 8′     |
| Prestant             | 4′     |
| Gemshorn             | 4′     |
| Dulcet               | 4′     |
| Vox Angelica         | 4′     |
| Open Flute           | 4′     |
| Lieblich Flote       | 4′     |
| Nazard               | 2 ⁄3′  |
| Dulcet Twelfth       | 2 ⁄3′  |
| Gemshorn             | 2′     |
| Flautino             | 2′     |
| Dulcet               | 2′     |
| Tierce               | 1 3⁄5′ |
| Acuta III            |        |
| Petite Cymbale IV-VI |        |
| Krummhorn            | 16′    |
| Clarinet             | 8′     |
| Posaune              | 8′     |
| Musette              | 8′     |

| II Great C–c4       |        |
| Double Diapason     | 16′    |
| Double Flute        | 16′    |
| Salicional          | 16′    |
| First Diapason      | 8′     |
| Second Diapason     | 8′     |
| Third Diapason      | 8′     |
| Fourth Diapason     | 8′     |
| Hohl Flute          | 8′     |
| Flauto Traverso     | 8′     |
| Salicional          | 8′     |
| Fifth               | 5 1⁄3′ |
| Octave              | 4′     |
| Principal           | 4′     |
| Flute               | 4′     |
| Salicet             | 4′     |
| Twelfth             | 2 ⁄3′  |
| Super Octave        | 2′     |
| Fifteenth           | 2′     |
| Plein Jeu VIII      |        |
| Cymbale Conique VII |        |
| Contra Posaune      | 16′    |
| Posaune             | 8′     |
| Tromba              | 8′     |
| Clarion             | 4′     |

| III Swell C–g3 |       |
| Violone        | 16′   |
| Open Diapason  | 8′    |
| Flute          | 8′    |
| Viola da Gamba | 8′    |
| Violoncello    | 8′    |
| Geigen         | 8′    |
| Stopt Diapason | 8′    |
| Strings        | 8′    |
| Geigen Octave  | 4′    |
| Stopt Octave   | 4′    |
| Viola          | 4′    |
| Quinte         | 2 ⁄3′ |
| Doublette      | 2′    |
| Larigot        | 1 ⁄3′ |
| Octavin        | 1′    |
| Cymbale V      |       |
| Trombone       | 16′   |
| Bassoon        | 16′   |
| Trumpet        | 8′    |
| Horn           | 8′    |
| Hautboy        | 8′    |
| Clarion        | 4′    |
| Octave Hautboy | 4′    |

| IV Solo C–c4    |       |
| Violone         | 16′   |
| Bourdon         | 16′   |
| Strings         | 16′   |
| Violoncello     | 8′    |
| Strings         | 8′    |
| Stopt Diapason  | 8′    |
| Flute           | 8′    |
| Violin          | 4′    |
| Flute           | 4′    |
| Strings         | 4′    |
| Stopped Twelfth | 2 ⁄3′ |
| Piccolo         | 2′    |
| Celestina       | 2′    |
| Quartane II-IV  |       |
| Double Horn     | 16′   |
| Baryphone       | 16′   |
| Horn            | 8′    |
| Basset Horn     | 8′    |
| Tuba            | 8′    |
| Kalophone       | 8′    |
| Oboe            | 8′    |
| Octave Horn     | 4′    |

| V Bombarde C–c4  |     |
| Sub Diapason     | 16′ |
| Open Diapason    | 8′  |
| Major Flute      | 8′  |
| Gedeckt          | 8′  |
| Dulciana         | 8′  |
| Vox Angelica     | 8′  |
| Octave Diapason  | 4′  |
| Sesquialtera VII |     |
| Grand Cornet XII |     |
| Contra Tromba    | 16′ |
| Tuba             | 8′  |
| Tromba           | 8′  |
| Octave Tromba    | 4′  |
| Tuba Clarion     | 4′  |

| Pedal C–g3      |         |
| Great Bass      | 32′     |
| Sub Bass        | 32′     |
| Great Bass      | 16′     |
| Open Diapason   | 16′     |
| Contra Bass     | 16′     |
| Violone         | 16′     |
| Salicional      | 16′     |
| Dulciana        | 16′     |
| Sub Bass        | 16′     |
| Lieblich Bordun | 16′     |
| Fifth           | 10 2⁄3′ |
| Octave          | 8′      |
| Principal       | 8′      |
| Violoncello     | 8′      |
| Salicional      | 8′      |
| Flute           | 8′      |
| Gedeckt         | 8′      |
| Twelfth         | 5 1⁄3′  |
| Fifteenth       | 4′      |
| Octave Flute    | 4′      |
| Bass Cornet VII |         |
| Baryphone       | 32′     |
| Tuba            | 16′     |
| Posaune         | 16′     |
| Trombone        | 16′     |
| Baryphone       | 16′     |
| Bassoon         | 16′     |
| Krummhorn       | 16′     |
| Tuba            | 8′      |
| Tuba            | 4′      |

## Downside School
Die Downside School wurde 1617 gegründet. An ihr werden Latein und Altgriechisch unterrichtet.